# WikiEducator
WikiEducator fue lanzada por la Commonwealth of Learning en el año 2006. Ofrece contenidos libres e-learning que todos pueden editar y usar. WikiEducator se presentó en la reunión de diseñadores de cursos de la Virtual University for Small States of the Commonwealth (Universidad Virtual para Pequeños Estados de la Commonwealth, VUSSC por sus siglas en inglés)  en la República de Mauricio en agosto de 2006. En la actualidad se utiliza para el desarrollo de recursos educativos libres en todo el mundo. Tiene 67 251 usuarios registrados (2014).
Muchas comunidades wiki creen que el contenido debería de ser libre. El lema del software MediaWiki, en el que se ejecuta WikiEducator y todos los proyectos de la Fundación Wikimedia, resumen bastante bien este espíritu:Las ideas quieren ser libres. Este es el por qué el software Wiki es a menudo citado como un ejemplo de software social, por la facilidad con la que los usuarios pueden trabajar juntos en el contenido. Esto, combinado con las características de comunicación de los wikis permite a las personas conectarse unos con otros y crear un verdadero sentido de comunidad.